# Villa Correr
Villa Correr, ubicata in via Altaura nel comune di Casale di Scodosia in provincia di Padova, è stata costruita verso la fine del XVII secolo come dimora estiva della famiglia Correr, una nobile famiglia di origini veneziane che possedeva cospicue proprietà nel sud-est del paese. La villa è emblema significativo dello splendore veneziano che risale ai tempi della sua dominazione, dagli inizi del Quattrocento alla fine del Settecento. Costruita con materiali recuperati dalla precedente abitazione rustica del 1500, ad oggi mantiene ancora immutato il suo giardino, le decorazioni su intonaco in terra naturale e le finestre a medaglioni di Murano.

## Storia
Un atto notarile risalente al 1857 attesta che la villa fu venduta dai Correr ad Antonio Ferrari, il quale compì molteplici modifiche all'abitazione e alle proprie adiacenze, trasformandola da villa domenicale estiva a maestosa casa colonica. Alcune modifiche si possono ritrovare nell'abbattimento di alcune statue dell'ala Est ed Ovest al fine di sopraelevare la villa di un piano e nella costruzione di una tettoia per l'essiccazione del tabacco nel fabbricato, ex convento. Alla morte di Antonio Ferrari la villa passò, per testamento, al conte Antonio Donà Delle Rose di Venezia, alla moglie Giustina e alla sorella Maddalena Martinengo. Intorno al 1900 villa e proprietà furono assegnate in dote alla figlia del conte Antonio Donà Delle Rose che sposò il conte Girolamo Medolao Albani di Bergamo. Nel 1921 i fratelli Dalla Francesca comprarono villa e terreni adiacenti. Dopo varie divisioni dei terreni tra i fratelli, l'avvocato Mario e la moglie Enrichetta Fiorentino divennero gli unici proprietari della villa e dei terreni. Nel 1980 lo stabile fu venduto al comune di Casale di Scodosia che da qualche tempo l'ha adibita a mostre, musei e molteplici iniziative culturali come il Civico Museo etnografico-archeologico, ricco di materiale derivante proprio dalle vecchie scuderie della villa stessa e la mostra nazionale dell'antiquariato.
La famiglia Correr è presente a Casale di Scodosia già nel Cinquecento, come emerge dagli estimi. Il catalogo provinciale (Marsilio, 2001) riferisce che forse la corte dominicale è stata costruita sui resti di un castello.
L'Amministrazione comunale, nei limiti delle proprie risorse economiche, ha cercato di salvaguardare il manufatto storico con manutenzioni ed adeguamenti agli impianti tecnologici, permettendo un continuo parziale utilizzo di questa bellissima struttura.
Nel periodo dal 1980 al 1995 veniva ospitata una  mostra dell'antiquariato a livello nazionale con una presenza media annua di 20000 visitatori.
Nella Villa Correr si tengono manifestazioni a livello paesano, come serate in musica, e manifestazioni a livello nazionale, come la mostra cinofila.

Queste manifestazioni sono possibili anche grazie alla presenza di un vasto parco.

## Struttura
Di fronte alla villa si apre un grande giardino settecentesco con un'aiuola ellittica nel mezzo. La struttura dello stabile rispecchia gli antichi moduli rurali: un esempio ne sono i camini sporgenti che caratterizzano la facciata posteriore.
La villa si sviluppa su quattro piani:
- Il piano terra era destinato alle abitazioni degli addetti ai lavori di giardinaggio, scuderia, manutenzione ma anche alle cucine.
- Il mezzanino era il luogo per il deposito di masserizie oltre ad essere l'abitazione della servitù: maggiordomo e camerieri.
- Il piano nobile era abitato dai proprietari e dagli ospiti e prevedeva perfino una cappellina privata per la preghiera.
- Il sottotetto, creato solo in un secondo momento da Antonio Ferrari, era utilizzato come granaio.

La villa si prolunga verso est con altre strutture come le stalle, le scuderie, i granai. Sono inoltre presenti portici e seccatoi per tabacchi. Dinanzi a questo complesso edilizio si apre un enorme cortile pavimentato con pietre di trachite di forma rettangolare e un grande prato con piccoli arbusti e piante di tamerici. Il retro della villa è occupato da un ampio parco che ospita diverse piante secolari oltre a cespugli di ortensie e gigantesche siepi di bosco. Sono inoltre presenti un rifugio antiaereo, costruito agli inizi della seconda guerra mondiale, e un'antica ghiacciaia semi interrata.
Il complesso si presenta molto articolato per le continue trasformazioni ed ampliamenti attuati dal XVI secolo. Il Settecento ci restituisce una villa con planimetria tradizionale avente la consueta impostazione tripartita con il salone al centro e stanze laterali ai lati; sono inoltre presenti colombara, barchessa e grande corte.
A pianta rettangolare, si eleva per quattro piani e presenta un lungo prospetto principale, impaginato su diciassette assi forometrici. Si apre al piano terra con portale archivoltato ed ha trifora al piano superiore, balconata, con coppia di porte finestre con architravi e sormontata da una cornice.
Le arcate a tutto sesto, inquadrate da lesene con piedistallo e capitello di ordine dorico, sono state tamponate.
Il primo e il secondo piano hanno finestre rettangolari con cornici impreziosite da cimasa, che diventa timpano curvilineo al piano nobile.
Il lungo prospetto della facciata principale è abbellito dai pinnacoli ornamentali, a forma di piccoli obelischi, posti in copertura.

## Utilizzo odierno
Ad oggi l'ala est della villa che in passato era adibita a seccatoi e scuderie è affidata alla Pro Loco di Casale di Scodosia. Il parco è attualmente aperto al pubblico e dispone di giochi per bambini, di tavoli e sedie e di un chiosco a disposizione di famiglie e visitatori. Il salone centrale al piano terra della villa è disponibile, su richiesta, per eventi.

## Nella cultura di massa

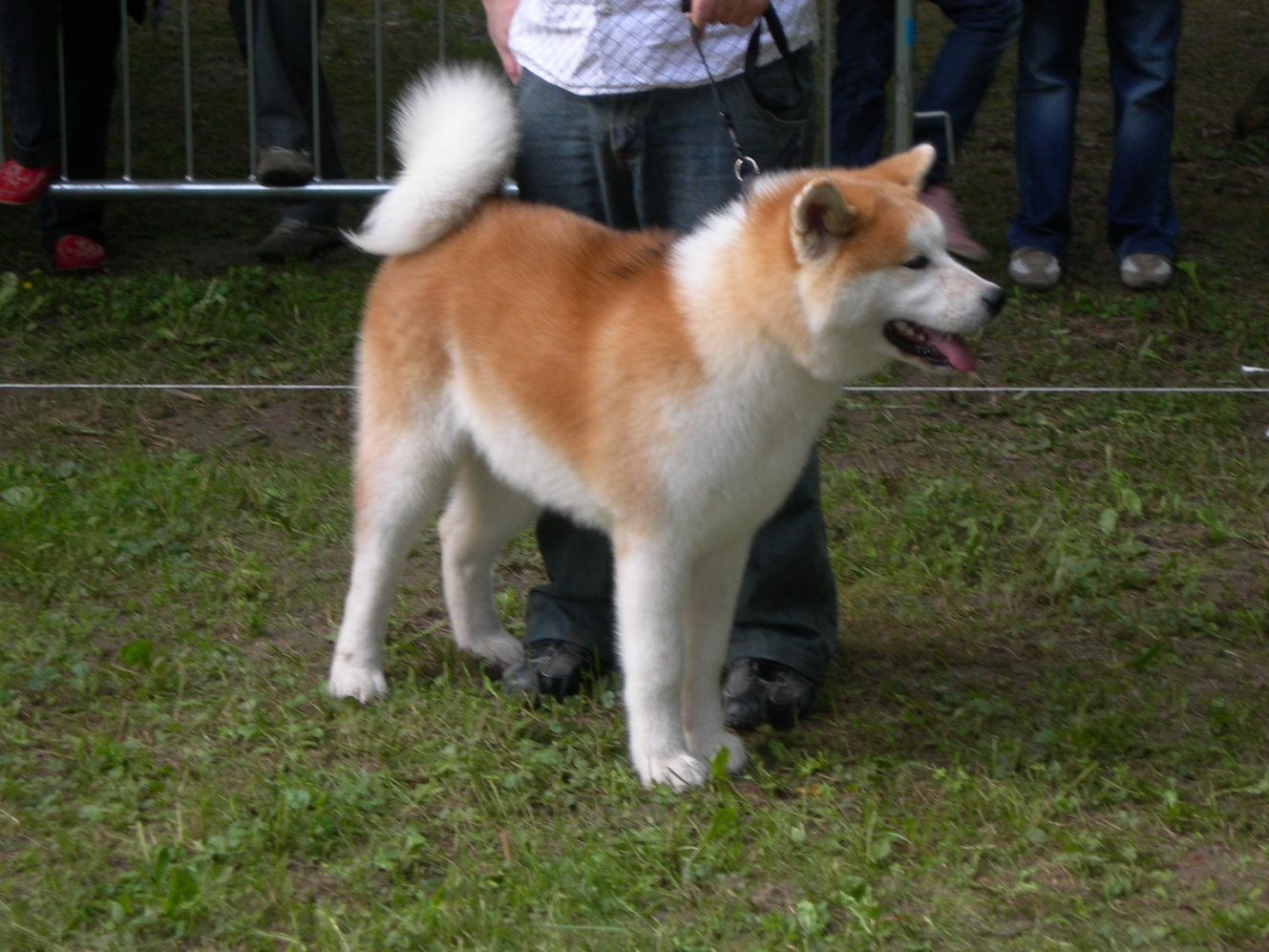
Mostra cinofila

Villa Correr è oggetto di voci di fenomeni paranormali che si svolgono al proprio interno e per questo è stata anche protagonista di un episodio di The dark side condotto da Sandro Giordano.

## Galleria d'immagini

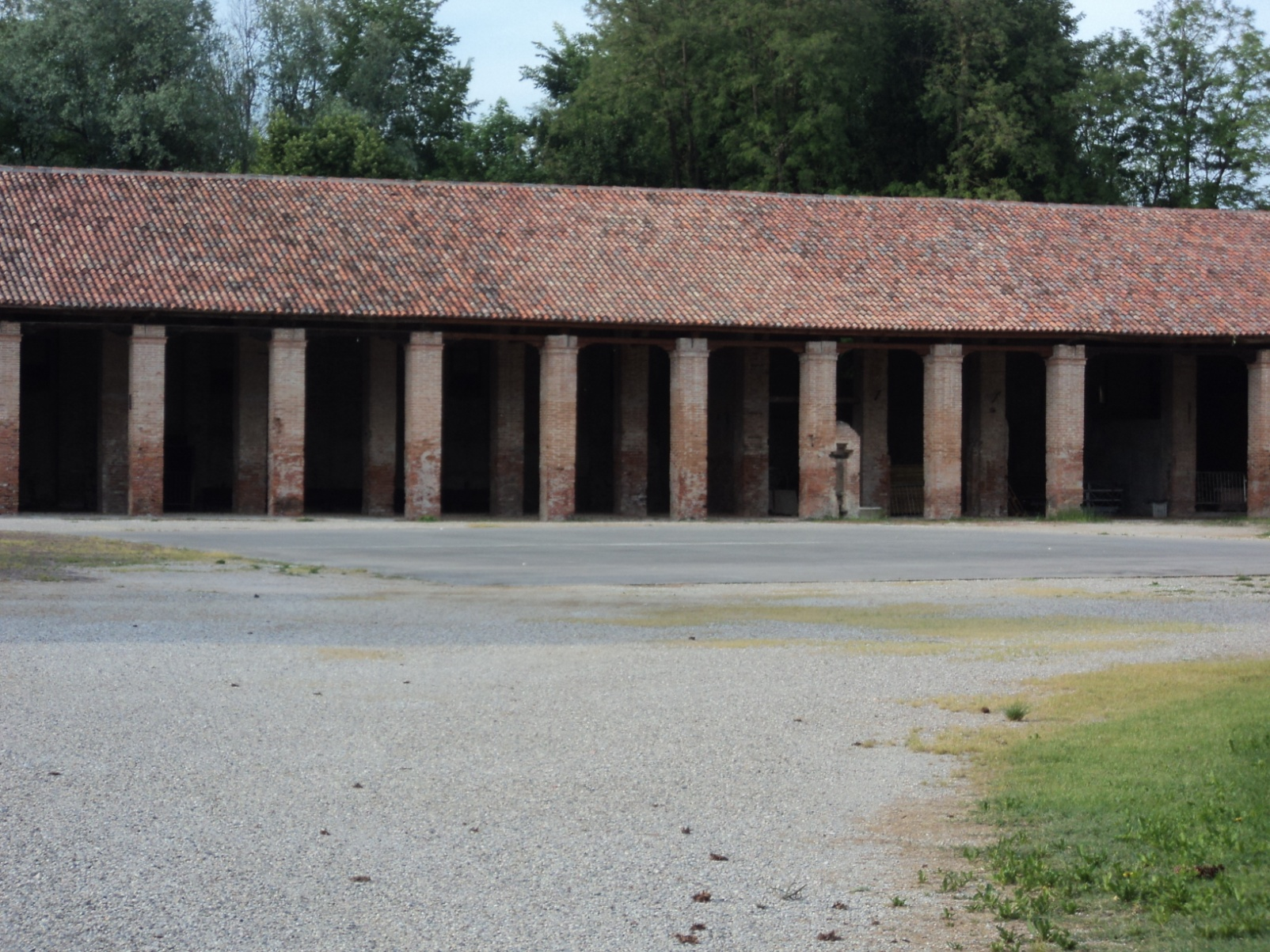
Cortile frontale di Villa Correr
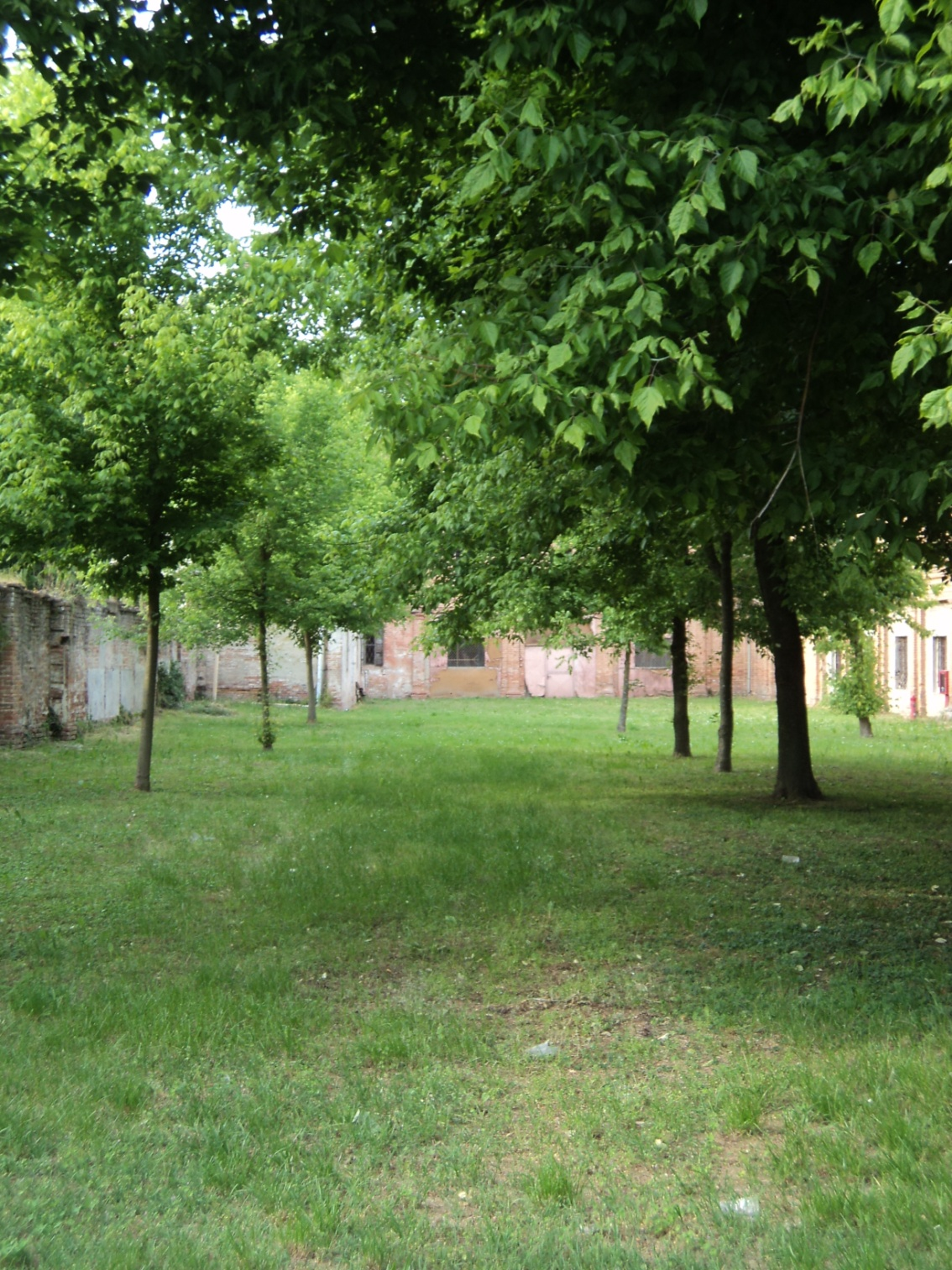
Uno dei due parchi frontali di Villa Correr
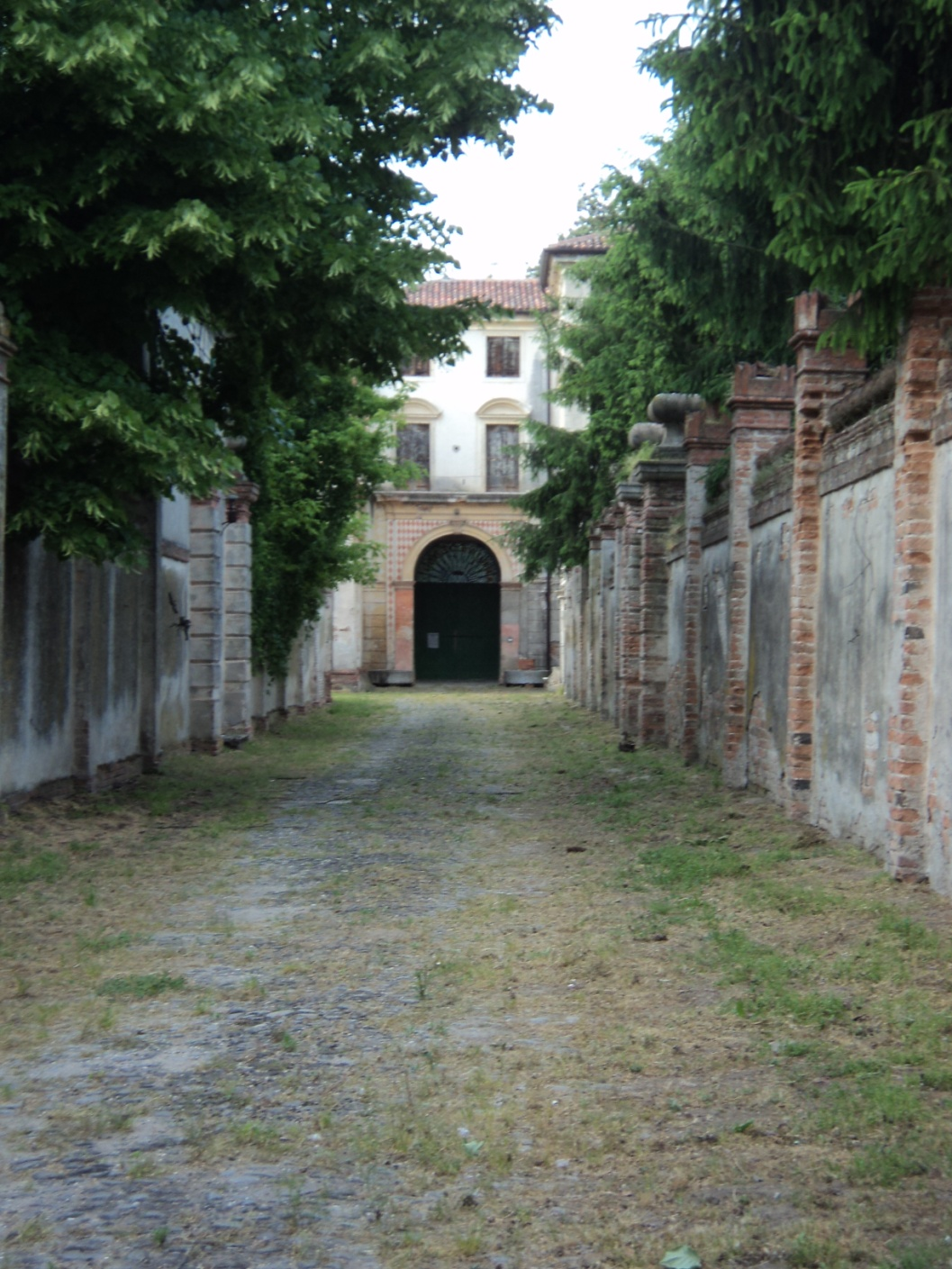
Uno degli ingressi secondari di Villa Correr
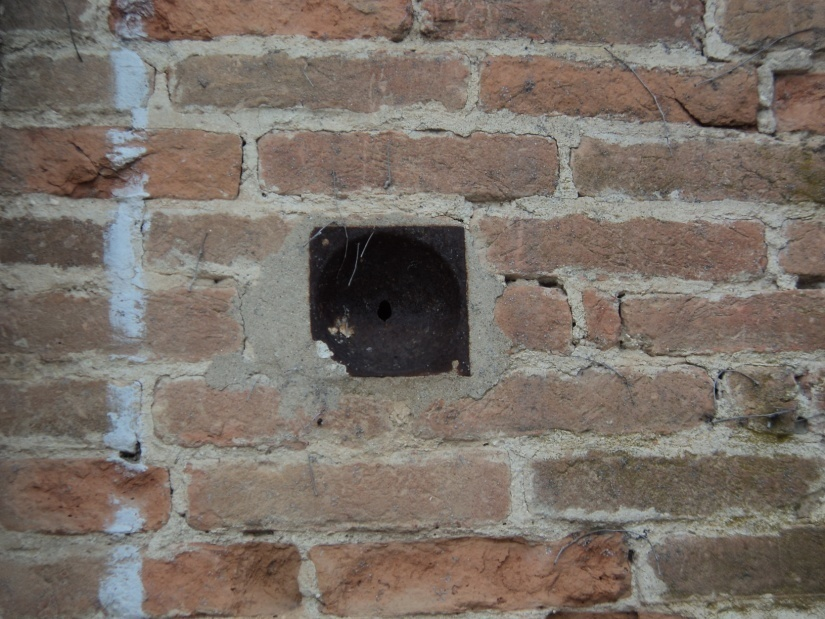
Antico campanello di Villa Correr
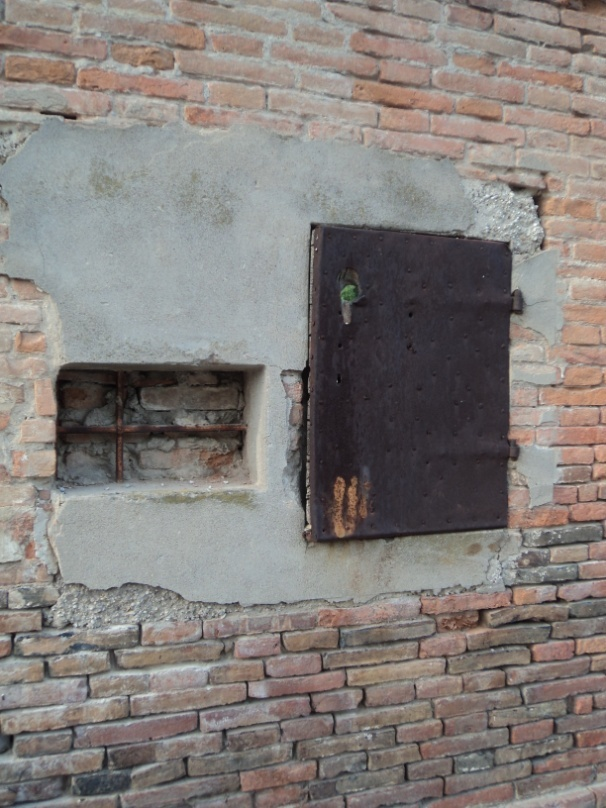
Finestrella nella parte frontale delle mura di Villa Correr
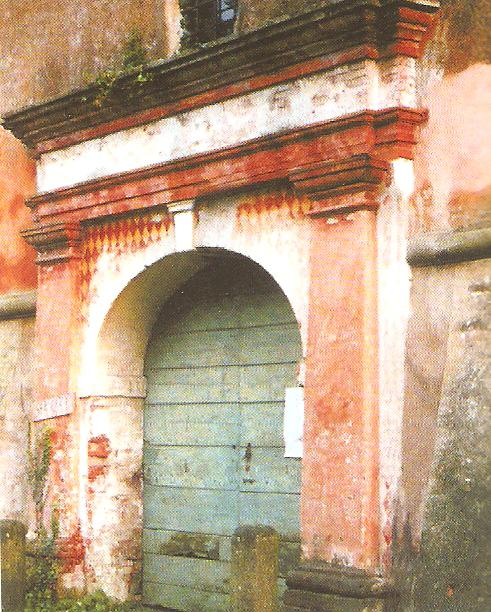
Lo splendido portale di Villa Correr che consentiva l'attraversamento nord-sud. Si possono ancora vedere i magnifici decori pittorici.
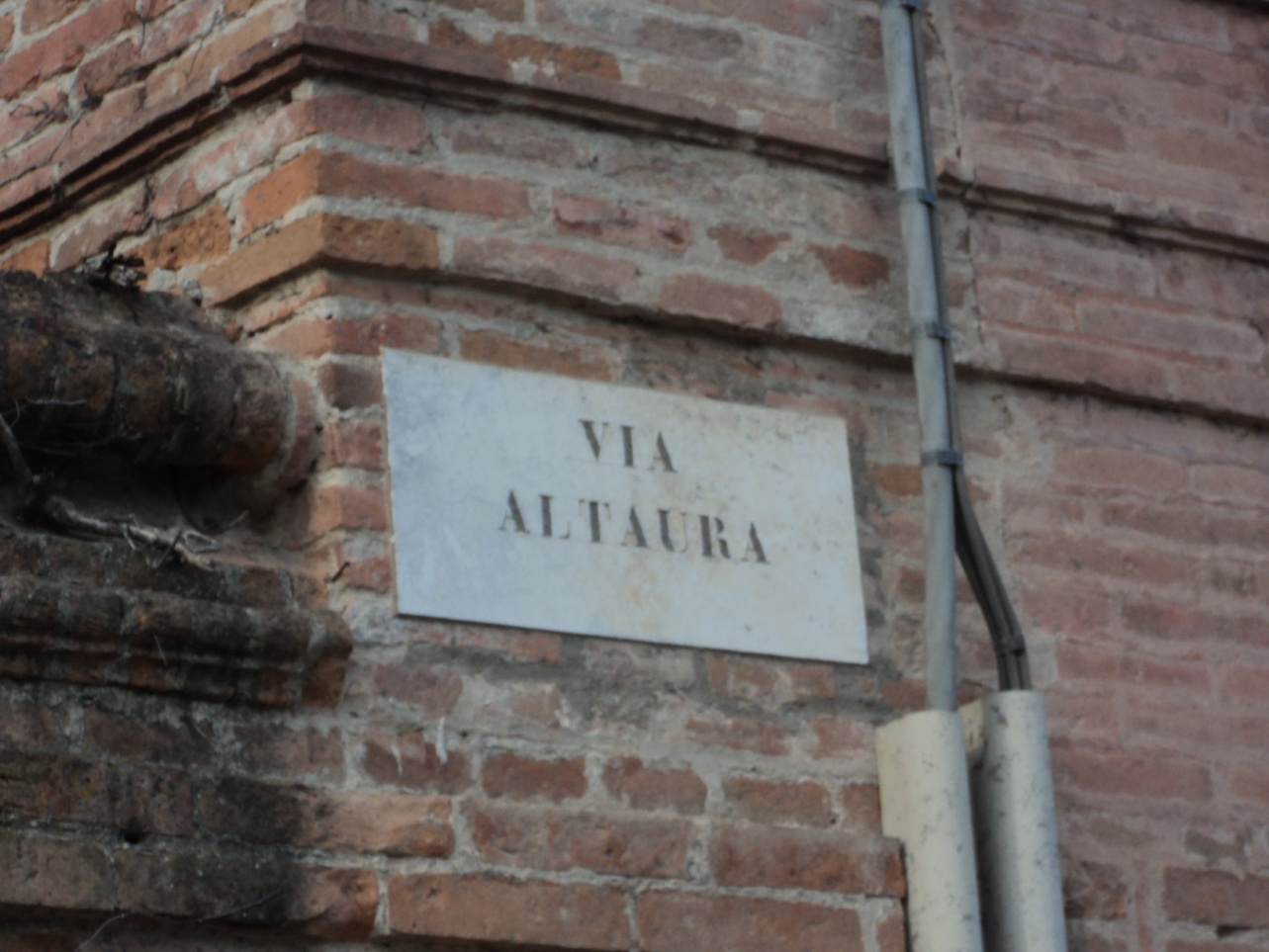
Villa Correr si trova ad Altaura, frazione di Casale di Scodosia, in via Altaura, numero 67.
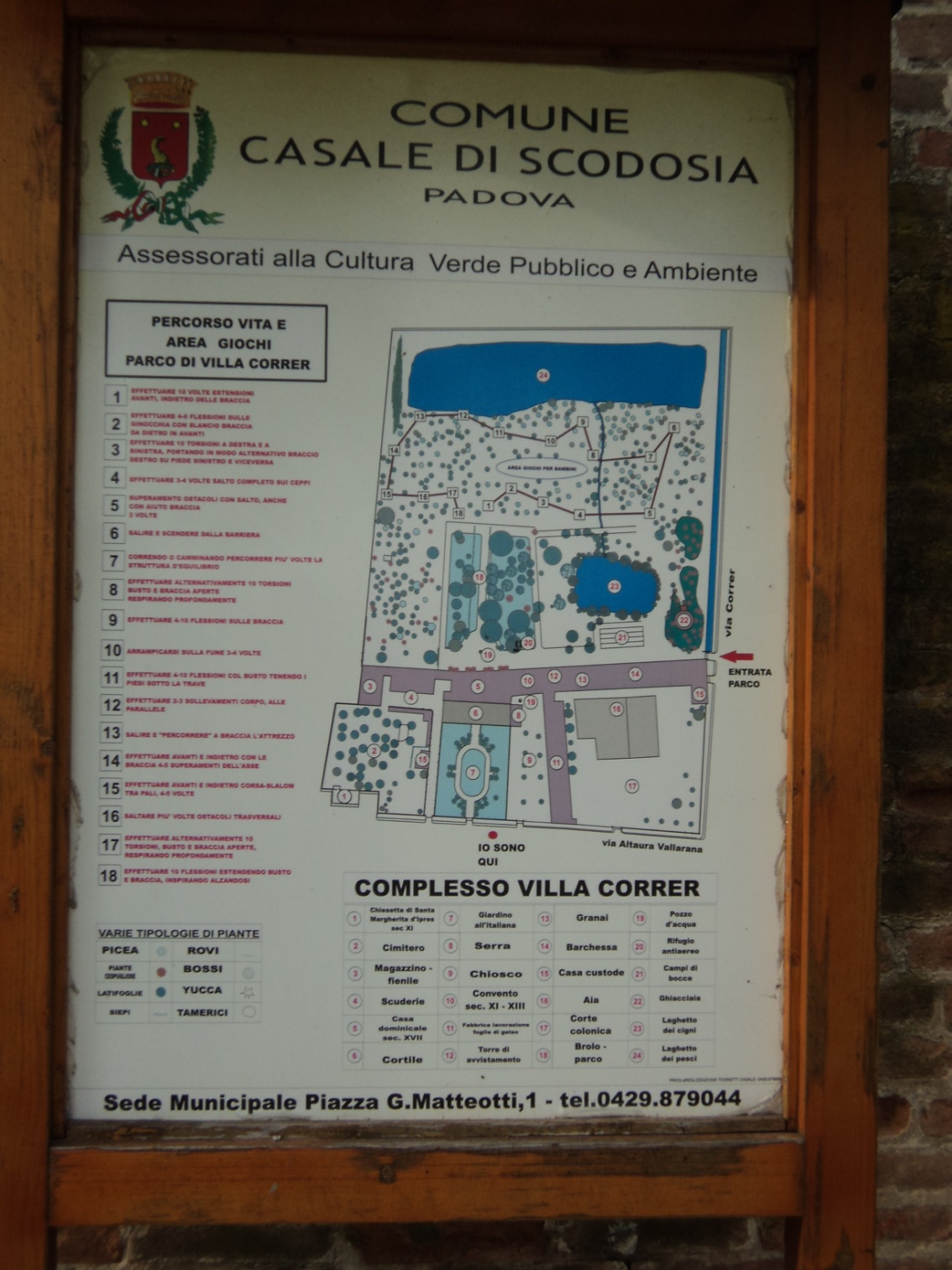
Pianta di Villa Correr